# عيناف
عيناف أو عيناب (بالعبرية: עֵנָב) مستوطنة مجتمعية ودينية إسرائيلية، أنشئت في محافظة طولكرم شمال الضفة الغربية في عام 1981. تتبع مجلس شمرون الإقليمي إدرايًا.

## التسمية
يأتي اسم المستوطنة من كروم العنب، التي تملئ أراضي البلدات الفلسطينية المحيطة، وأيضًا من اسم عنبتا القريبة.

## التأسيس والجغرافيا
أنشئت حركة غوش ايمونيم مستوطنة عيناف في عام 1981 على الطريق الالتفافي السريع 557 على أراضي قرى كفر اللبد، رامين وبيت ليد شرق محافظة طولكرم.
في عام 2018، بلغت المساحة الكلية لغاية السياج حوالي 466 دونمًا، فيما بلغت مساحة المسطح العمراني حوالي 183 دونمًا.

## السكان
بلغ عدد مستوطني المستوطنة بحلول عام 2018 حوالي 859 نسمة.

## الجانب القانوني
يعتبر المجتمع الدولي المستوطنات الإسرائيلية في الضفة الغربية غير قانونية بموجب القانون الدولي، لكن الحكومة الإسرائيلية تعارض ذلك.